# Potentilla leuconota
Potentilla leuconota är en rosväxtart som beskrevs av David Don. Potentilla leuconota ingår i Fingerörtssläktet som ingår i familjen rosväxter.

## Underarter
Arten delas in i följande underarter:
- P. l. brachyphyllaria
- P. l. omeiensis